# We Shall Overcome (film)
We Shall Overcome (Drømmen) è un film del 2006 diretto da Niels Arden Oplev.
Il film, di produzione danese, è basato su una storia vera.

## Trama
1969. La Danimarca e il resto del mondo stanno vivendo una rapida evoluzione socioculturale, ma l'austero Lindum-Svendsen, preside di una scuola media, non vuole rendersene conto. Il giovane Frits, studente in quella stessa scuola, trascorre le sue vacanze estive guardando i programmi della prima televisione acquistata dalla sua famiglia, ed è influenzato dal movimento americano per i diritti civili di Martin Luther King, i cui discorsi e sogni di una vita migliore gli infondono coraggio e desiderio di ribellione.
Quando il preside punisce Frits - vittima di uno scherzo di alcuni compagni - al punto tale da ferirlo gravemente ad un orecchio, il ragazzo intraprende una lunga e difficile battaglia contro l'uomo, avvalendosi del supporto dell'insegnante di musica (che lo aveva soccorso e aiutato dopo l'incidente).
Ma quando il preside viene interrogato in merito all'accaduto dalla commissione disciplinare della scuola, mente sul reale svolgimento dei fatti: il ragazzo e la sua famiglia escono così sconfitti dalla battaglia contro il potere costituito, impersonato qui dal preside e dal suo entourage. Poco tempo dopo, per ripicca, l'anziano dirigente darà il via a una vera e propria campagna persecutoria rivolta verso i genitori di Frits: dapprima licenziandone la madre, addetta all'infermeria della scuola, e poi causando l'internamento del padre in una struttura psichiatrica, avvalendosi come pretesto di alcuni blandi segni di squilibrio manifestati dallo stesso.
Al termine dell'inchiesta, infine, vi saranno le dimissioni dall'incarico dell'insegnante di musica: nonostante la sua visione progressista della società, l'uomo si era sentito in colpa per non essere riuscito a difendere efficacemente lo studente dalle accuse, finendo quindi per far soccombere la linea difensiva di quest'ultimo a quella del preside.
Rimasta vacante la cattedra di musica, il giorno successivo sarà lo stesso Lindum-Svendsen a fare lezione alla classe. L'uomo chiama proprio Frits per cantare, ma il ragazzo esclama all'indirizzo di costui la parola "bugiardo!". Questo scatena l'ira del preside, che dà uno schiaffo allo studente e lo fa cadere a terra: inizia quindi una colluttazione tra i due, con Frits che ripete la parola "bugiardo" a ogni schiaffo ricevuto, fino al punto in cui l'uomo, stremato, accusa un serio malore. Trascorrono pochi minuti, e tutti gli studenti e i professori vengono convocati d'urgenza in palestra, dove il vicepreside annuncia loro con tono costernato che il preside è morto d'infarto; udita la notizia, i ragazzi esplodono in un'esultanza liberatoria, e corrono fuori dalla scuola in preda all'entusiasmo.

## Riconoscimenti
- Giffoni Film Festival: vincitore del Free to fly 2006 come miglior film
- Festival internazionale del cinema di Berlino 2006: vincitore del Crystal Bear come miglior film
- Premi Robert 2007
  - miglior film
  - miglior regista
  - miglior attore non protagonista (Bent Mejding)
  - miglior sceneggiatura
  - miglior montaggio
  - migliori costumi